# Carl Johan Lind

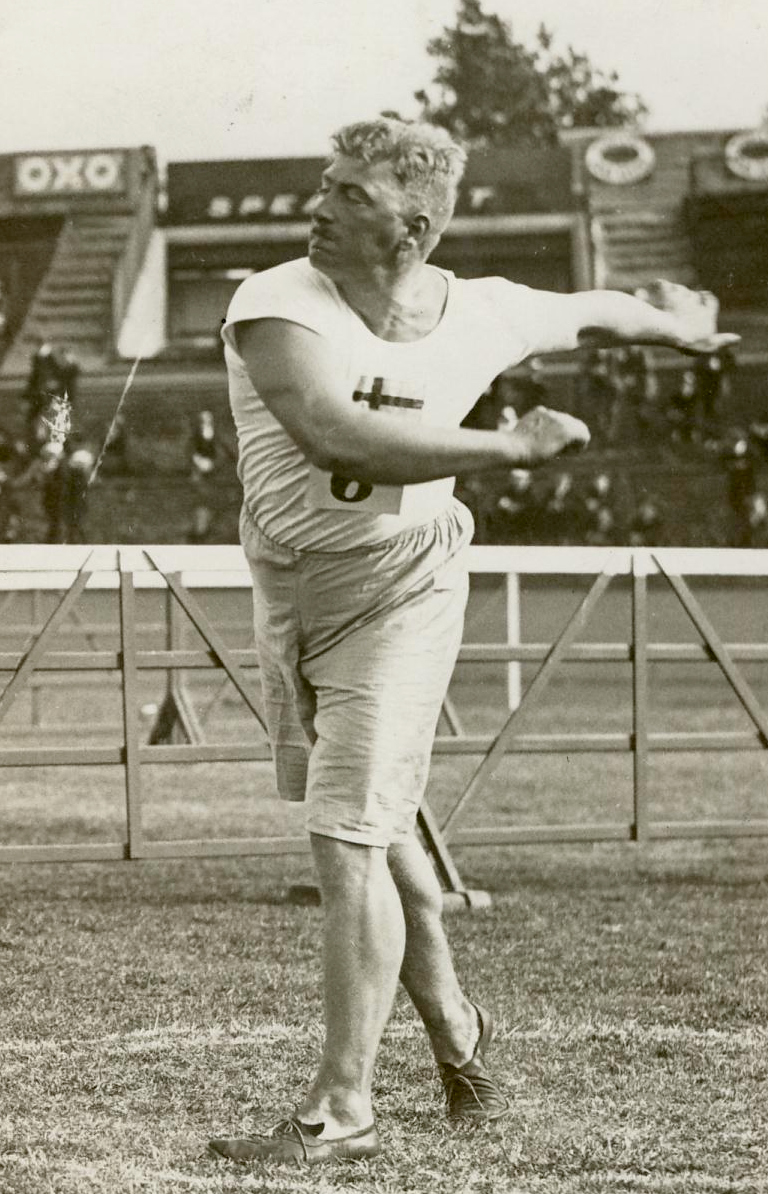
Carl Johan Lind

Carl Johan Lind (* 25. Mai 1883 in Karlskoga; † 2. Februar 1965 in Karlstad) war ein schwedischer Leichtathlet.
Der Sportler mit dem Spitznamen „Massa“ hatte seine Olympiapremiere bei den Spielen 1912 in Stockholm. Dort wurde er Fünfter im Hammerwurf und schied im Diskuswurf in der Qualifikation aus. Im beidhändigen Diskuswurf wurde er Achter.
1920 in Antwerpen gewann er Silber im Hammerwurf hinter Pat Ryan aus den USA und vor dessen Landsmann Basil Bennett und Bronze im Gewichtweitwurf hinter den US-Amerikanern Pat McDonald und Pat Ryan. 1924 in Paris wurde er Siebter im Hammerwurf, 1928 in Amsterdam schied er in derselben Disziplin in der Vorrunde aus.
Von 1918 bis 1924 wurde er siebenmal in Folge schwedischer Meister im Hammerwurf. Außerdem errang er neunmal den nationalen Titel im Gewichtweitwurf (1918, 1919, 1921–1927) und einmal im beidhändigen Diskuswurf (1910). Viermal wurde er britischer Meister im Hammerwurf (1913, 1914, 1921, 1922).
Insgesamt stellte er vier nationale Rekorde im Hammerwurf auf:
- 47,35 m, 12. Mai 1912, Stockholm
- 50,00 m, 20. Juni 1912, Stockholm
- 50,45 m, 17. Oktober 1920, Karlstad
- 52,51 m, 1. Juli 1922, London